# آریوبرزن (ساتراپ فریگیه)

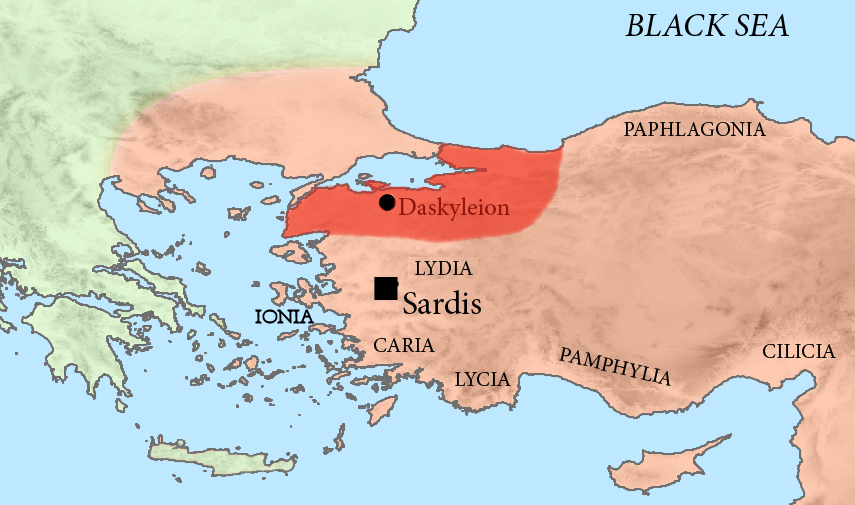
آریوبرزن ساتراپ فریگیه هلسپونت بود.

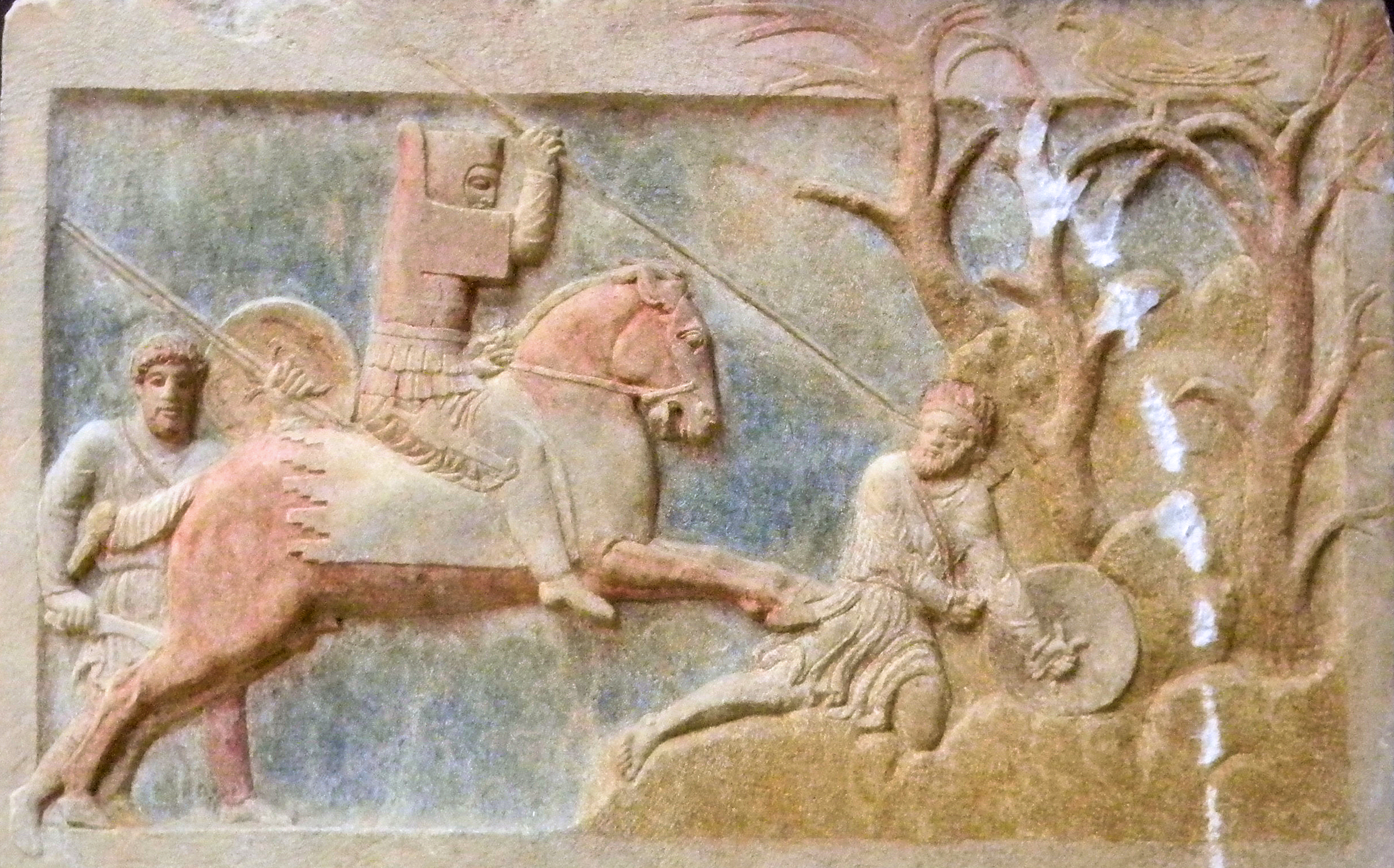
سواره‌نظام دودمان هخامنشی فریگیه هلسپونت به پیاده‌نظام سبک‌اسلحه یونانی حمله می‌کند "، تابوت‌دان چاناق‌قلعه، اوایل قرن چهارم پیش از میلاد.

آریوبرزن (به پارسی باستان: 𐎠𐎼𐎡𐎹𐎠𐎲𐎼𐏀𐎠𐎴؛ نویسه‌گردانی: *Aryābr̥zans؛ زبان یونانی باستان: Ἀριοβαρζάνης؛ نویسه‌گردانی: Ariobarzánēs)، (مرگ: مصلوب شده در ۳۶۲ پ. م)، که گاه به نام آریوبرزن یکم کیوس نیز شناخته می‌شود، ساتراپ فریگیه هلسپونت، فرمانده نظامی و رهبر شورش نافرجام ساتراپ‌های آسیای صغیر علیه اردشیر دوم بود. او اولین فرمانروای شناخته شده از فرمانروایان شهر کیوس بود، که در نهایت پادشاهان پونتوس در قرن سوم پیش از میلاد از آنجا برآمدند.
آریوبرزن حاکم شهر کیوس احتمالاً پسر فارناباز دوم، از دودمان فارناکیان بود، که از سال‌های ۴۷۰ پیش از میلاد حاکم داسکیلیون در فریگیه هلسپونت بودند. کیوس در نزدیکی داسکیلیون واقع شده‌است و ظاهراً سهمی از دارایی‌های خانوادگی آریوبرزن بوده‌است.
یکی از پیشینیان آریوبرزن (خویشاوندی) به نام میتراداتس (احتمالا مهرداد، ساتراپ کاپادوکیه) بود. باستان‌شناس والنر جودیچ ادعا می‌کند که آریوبرزن پسر مهرداد بوده‌است، اما برایان سی. مک گینگ این فرزندخواندگی خاص را رد می‌کند. ظاهراً هیچ منبع کلاسیکی خود آن‌ها را پسر و پدر نمی‌نامد، و این فرزندخواندگی بازسازی بعدی بر اساس جانشینی است.

## حکومت
فارناباز دوم، ساتراپ فریگیه هلسپونت، پسر فارناک دوم، نشان می‌دهد که در اواخر قرن پنجم قبل از میلاد، زمانی که فارناباز اخیراً به این مقام رسیده بود، حکومت و سرزمین‌های خود را میان پسرانش (برادرانش) تقسیم کرد.
مهرداد، ساتراپ کاپادوکیه، احتمالاً یکی از این برادران بوده‌است. آریوبرزن نیز ممکن است یکی از آن برادران باشد.
آپیان یکی از منابع کلاسیک نقل می‌کند که آریوبرزن از شاخه‌ای فرعی از خاندان پادشاه بزرگ ایران داریوش بزرگ بود.
به احتمال زیاد او همان آریوبرزن است که در حدود سال ۴۰۷ پ.م. فرستاده ایران در دولت‌شهرهای یونان بوده و دوستی آتن و اسپارتا را پرورش داده‌است. در سال ۴۰۵ پیش از میلاد آریوبرزن سفیران آتنی را پس از سه سال بازداشت به دستور کوروش کوچک به شهر دریایی خود کیوس در میسیا هدایت کرد. آریوبرزن در اواخر قرن پنجم پیش از میلاد به عنوان حاکم زیر نظر ساتراپ در آناتولی نام برده می‌شد. سپس ظاهراً توسط خود فارناباز دوم (احتمالاً برادر بزرگتر) در هنگام عزیمت به دربار ایران برای ازدواج با آپاما، دختر اردشیر دوم، به عنوان ساتراپ فریگیه و اسپاردا منصوب شد؛ بنابراین آریوبرزن ساتراپ فریگیه هلسپونت در شمال غربی ترکیه کنونی شد. فارناباز تا دهه ۳۷۰ پیش از میلاد به خوبی زندگی کرد و در سلطنت ایران مناصب بالاتری نسبت به ساتراپی فریگیه به دست آورد. آریوبرزن در ۳۸۸ پیش از میلاد به آنتالکیداس کمک کرد.

## سفارت دلفی (۳۶۸ پ. م)
به نظر می‌رسد که در سال ۳۶۸ پیش از میلاد هنوز برخی از مناصب عالی را در دربار ایران داشته‌است، زیرا می‌بینیم که او ظاهراً از طرف پادشاه در آن سال سفارتی را به رهبری فیلیسکوس ابیدوس به دولت‌شهرهای یونان باستان فرستاده‌است. هم فیلیسکوس و هم آریوبرزن، و نیز سه تن از پسرانش، شهروند آتن شدند، افتخاری قابل توجه که نشان دهنده خدمات مهمی است که به دولت شهر ارائه شده‌است.
آریوبرزن که توسط دیودور ساتراپ فریگیه هلسپونت و کرنلیوس نپوس ساتراپ لیدی، ایونیا و فریگیه نامیده می‌شود، در سال ۳۶۲ پ. م علیه اردشیر دوم شاه هخامنشی قیام کرد.
دموستن از آریوبرزن و سه پسرش می‌گوید که اخیراً شهروند آتن شده‌اند.
در سال بعد دوباره از او یاد می‌کند و می‌گوید که آتنیان تیموتئوس را به کمک او فرستادند. اما هنگامی که سردار آتنی دید که آریوبرزن در حال شورش آشکار علیه شاه است، از کمک به او خودداری کرد.

## شورش بزرگ ساتراپ‌ها
هنگامی که پسر دیگر فارناباز، آرتاباز دوم فریگیه خواست ساتراپی را از برادرش (یا عمویش) بازپس گیرد، آریوبرزن نپذیرفت. در نهایت، در حدود سال ۳۶۷ پیش از میلاد، آریوبرزن در شورشی علیه اردشیر دوم، شاه هخامنشی، به داتامش، ساتراپ کاپادوکیه و کیلیکیه پیوست. اردشیر در مقابل، وادفرداد، ساتراپ لیدیه را فرمان به فرونشاندن این شورش داد و او توانست آریوبرزن را از بخش بزرگی از ساتراپی‌اش بیرون راند. اما آریوبرزن که روابط خوبی با دولت‌شهرهای یونانی داشت مورد حمایت آنان قرار گرفت و یونانیان در سال ۳۶۵ پ. م ۳۰ کشتی و ۸٬۰۰۰ سرباز مزدور را در اختیار او قرار دادند. آریوبرزن به پاس این کمک، شهرهای سستوس و کریتوت در تراکیه خرسونسوس (شبه‌جزیرهٔ گالیپولی) را به یونانیان تقدیم داشت و آنان نیز شهروندی آتن را به او و سه پسرش اعطا کردند.
در ۳۶۴ پ. م مهرداد، یکی از پسران آریوبرزن، هراکلیه را که مهم‌ترین شهر یونانی در کرانهٔ دریای سیاه بود به اشغال خود درآورد و دیری نپایید که تمامی آسیای کوچک علیه اردشیر دوم سر به شورش برداشت. حتی وادفرداد، ساتراپ لیدیه که پیشتر شورش آریوبرزن را فرونشانده بود در سال ۳۶۲ پ. م به او پیوست. ماسول، ساتراپ کاریا (برای مدتی کوتاه)، یرواند یکم، ساتراپ ارمنستان و داتامش، ساتراپ کاپادوکیه از جمله دیگر ساتراپ‌هایی بودند که به شورش آریوبرزن پیوستند. این شورشیان همچنین توسط برخی از دولت‌شهرهای یونان حمایت می‌شدند و پادشاه اسپارتی آگسیلائوس دوم با یک نیروی مزدور به کمک آنها می‌آمد. تئوس، فرعون مصر (از دودمان سی‌ام مصر) نیز به حمایت از ساتراپ‌های شورشی پرداخت و به همراه اسپارت، کمک‌های قابل توجهی برای آنان فرستاد. آریوبرزن در سال ۳۶۶ پیش از میلاد در محاصره آدرامیتیون از سوی ماسول و وادفرداد مقاومت کرد، تا اینکه آگسیلائوس دربارهٔ عقب‌نشینی محاصره کنندگان مذاکره کرد. با وجود این، شورش ساتراپ‌ها در زمستان سال ۳۶۳–۳۶۲ پیش از میلاد شکست خورد و آریوبرزن با خیانت پسرش مهرداد به او، دستگیر و اعدام شد.

## دودمان فارناکیان
حکمرانان دودمان فارناکیان و زمان خدمتشان به ترتیب عبارتند از:
- فارناک یکم (۵۵۰–۴۹۷ پیش از میلاد)
- آرتاباز یکم (۴۸۰–۴۵۵ پ.م.)
- فارناباز یکم (۴۵۵–۴۳۰ پ.م.)
- فارناک دوم (۴۳۰–۴۲۲ پ.م.)
- فارناباز دوم (۴۲۲–۳۸۷ پ.م.)
- آریوبرزن (۴۰۷–۳۶۲ پ.م.)
- آرتاباز دوم (۳۸۹–۳۲۹ پ.م.)
- فارناباز سوم (۳۷۰–۳۲۰ پ.م.)
- آرسیتس (- پ.م.) آخرین ساتراپ ایرانی فریگیه هلسپونت